# Jonas Poher Rasmussen
Jonas Poher Rasmussen (født 19. maj 1981) er en dansk filminstruktør, der især er kendt for den animerede dokumentarfilm Flugt (2021), som var Danmarks Oscar-kandidat til Oscaruddelingen 2022.

## Baggrund og karriere
Jonas Poher Rasmussen blev uddannet fra Super16 i 2010. Hans farfar er den afdøde forfatter Halfdan Rasmussen, som han også portrætterede i sin debutfilm, Noget om Halfdan, som er en dokumentar fra 2006.

## Filmværk
Jonas Poher Rasmussen er primært kendt for dokumentarfilm, herunder hybridfilmen Searching For Bill (2013), Det han gjorde (2015) og Flugt (2021), men han har også instrueret enkelte fiktionsfilm bl.a. fra sin tid på Super16.

## Hæder
Flugt skrev Oscar-historie, da den som den første film nogensinde blev nomineret til både Bedste animationsfilm, Bedste dokumentar og Bedste ikke-engelsk sprogede film. Udover Oscar-uddelingen opnåede filmen også stor hæder på internationale filmfestivaler som Cannes, Annecy, Telluride, Toronto og New York samt løb med to priser til European Film Awards (Bedste animation og Bedste dokumentar) og vandt Nordisk Råds Filmpris i 2021